# یودبو
یودبو (به سوئدی: Uddebo) یک سکونتگاه مسکونی در سوئد است که در Tranemo Municipality واقع شده‌است.

## خصوصیات
یودبو ۰٫۵۸ کیلومترمربع مساحت و ۲۵۸ نفر جمعیت دارد.